# Ginszei sógi
A Ginszei sógi (銀星将棋, ’Ezüstcsillag sógi’) sógi-videójátéksorozat, melyet a SilverStarJapan fejleszt és jelentet meg.

## Története
A sorozat motorját az észak-koreai Korea Computer Center (KCC) informatikai vállalat fejlesztette ki. A motort először az 1999-ben megrendezett, kilencedik számítógépes sógivilágbajnokságra nevezték be. Legjobb eredménye a 2005-ös versenyen elért második hely, de 2001-ben, 2002-ben és 2006-ban is a harmadik lett.

### Versenyeredményei
| Verseny                                   | 1999 | 2000 | 2001 | 2002 | 2003 | 2004 | 2005 | 2006 | 2009 |
| ----------------------------------------- | ---- | ---- | ---- | ---- | ---- | ---- | ---- | ---- | ---- |
| Számítógépes sógivilágbajnokság           | 6    | 11   | 3    | 3    | 4    | 4    | 2    | 3    | 4    |
| Számítógépes sógivilágbajnokság („csata”) | 3    |      |      | 5    |      |      | 2    |      |      |

## Tagjai
- Szaikjó ginszei sógi (最強銀星将棋?) (2001. november 29., PlayStation, kiadó: I.Magic)
- Szaikjó ginszei sógi 2 (最強銀星将棋2?) (2002. október 24., PlayStation, kiadó: I’Max)
- Szaikjó ginszei sógi 3 (最強銀星将棋3?) (2002. november 29., Windows)
- Szaikjó ginszei sógi 4 (最強銀星将棋4?) (2004. május 27., PlayStation 2, kiadó: Magnolia)
- Szaikjó ginszei sógi 5 (最強銀星将棋5?) (2005. július 1., Windows)
- Szekai szaikjó ginszei sógi 6: Szótó no rjú (世界最強銀星将棋6 双頭の龍?) (2006. augusztus 4., Windows)
- Aszonde sógi ga cujoku naru: Ginszei sógi DS (遊んで将棋が強くなる 銀星将棋DS?) (2007. március 1., Nintendo DS, kiadó: Electronic Arts)[6]
- Szekai szaikjó ginszei sógi 7 (最強銀星将棋7?) (2007. december 21., Windows)[7]
- Szaikjó ginszei sógi (最強銀星将棋?) (2008. május 27., Wii, kiadó: Electronic Arts)[8]
- Szekai szaikjó ginszei sógi 8 (最強銀星将棋8?) (2009. március 13., Windows)[9]
- Szaikjó ginszei sógi (最強銀星将棋?) (2009. augusztus 19., Nintendo DSi)[10]
- Ginszei Sógi Portable (銀星将棋 PORTABLE?) (2010. február 18., PlayStation Portable)[11]
- Szekai zaikjó ginszei sógi 9: Fúun rjúko raiden (最強銀星将棋9 風雲龍虎雷伝?) (2010. október 22., Windows)[12]
- Ginszei sógi (銀星将棋?) (2010. június 18., iOS)[13]
- Ginszei cumesógi (銀星詰将棋?) (2011. március 16., Nintendo DSi)[14]
- Szekai szaikjó ginszei sógi: Fúun rjúko raiden (最強銀星将棋 風雲龍虎雷伝?) (2011. április 21., PlayStation 3)[15]
- Ginszei sógi 3D (銀星将棋3D?) (2011. július 27., Nintendo 3DS)[16]
- Ginszei cumesógi Portable (銀星詰将棋 PORTABLE?) (2011. július 6., PlayStation Portable)[17]
- Ginszei sógi Portable: Fúun rjúko raiden (銀星将棋 PORTABLE 風雲龍虎雷伝?) (2011. augusztus 4., PlayStation Portable)[18]
- Ginszei sógi: Kjótendo tófúu raidzsin (銀星将棋 強天怒闘風雷神?) (2012. augusztus 9., PlayStation Vita)[19]
- Ginszei sógi: Kjótendo tófúu raidzsin (銀星将棋 強天怒闘風雷神?) (2014. október 17., Android)[20]
- Aszonde sógi ga cujoku naru! Ginszei sógi DX (遊んで将棋が強くなる！銀星将棋DX?) (2015. július 30., Nintendo 3DS)[21]
- Ginszei sógi: Kjótendo tófúu raidzsin (銀星将棋 強天怒闘風雷神?) (2016. február 25., Wii U)[22]
- Ginszei sógi: Kjótendo tófúu raidzsin for App Pass (銀星将棋 強天怒闘風雷神 for App Pass?) (2016. november 24., Android)[23]
- Ginszei sógi: Kjótendo tófúu raidzsin (銀星将棋 強天怒闘風雷神?) (2017. április 27., Nintendo Switch)[24]
- Ginszei sógi: Aun tósin kongó raizan (銀星将棋 阿吽闘神金剛雷斬?) (2017. május 25. PlayStation 4)[25]
- Aszonde sógi ga cujoku naru! Ginszei sógi DX (遊んで将棋が強くなる！銀星将棋DX?) (2017. december 14., Nintendo Switch)[26]
- Aszonde sógi ga cujoku naru! Ginszei sógi DX (遊んで将棋が強くなる！銀星将棋DX?) (2018. július 13., Windows)[26]
- Aszonde sógi ga cujoku naru! Ginszei sógi DX (遊んで将棋が強くなる！銀星将棋DX?) (2018. október 25., PlayStation 4)[26]